# Arthur Christopher Benson
Arthur Christopher Benson, conocido como A. C. Benson, (24 de abril de 1862-17 de junio de 1925) fue un ensayista y poeta inglés y el vigesimoctavo director del Magdalene College de Cambridge. Escribió la letra de la Oda a la Coronación de Edward Elgar, incluyendo la letra de la canción patriótica "Tierra de Esperanza y Gloria" (1902). Su crítica literaria, poemas y volúmenes de ensayos fueron muy apreciados. También fue reconocido como autor de historias de fantasmas.

## Biografía
Benson nació el 24 de abril de 1862 en el Wellington College, Berkshire, como uno de los seis hijos de Edward White Benson (1829-1896), el primer director de la universidad, que más tarde sería arzobispo de Canterbury de 1883 a 1896. Su madre, Mary Sidgwick Benson, era hermana del filósofo Henry Sidgwick.
Entre sus hermanos se encontraban Robert Hugh Benson y E. F. Benson. La familia de Benson fue excepcionalmente culta y dotada, pero su historia fue algo trágica. Un hijo y una hija murieron jóvenes, y otra hija, así como el propio Arthur, sufrieron mucho debido a su condición mental que probablemente era una psicosis maníaco-depresiva, que habían heredado de su padre. Ninguno de los niños se casó nunca. Arthur era homosexual, aunque sus diarios sugieren que tenía escasas o nulas relaciones sexuales.
A pesar de su enfermedad, Arthur fue un distinguido académico y un autor prolífico. Fue educado en el Colegio Eton y el Kings College de Cambridge.
Un miembro de la Royal Society of Literature fundó en 1916 la Medalla Benson, que se concedería en el «respeto a obras meritorias en la poesía, ficción, historia y bellas letras».
Falleció el 17 de junio de 1925 y está enterrado en el cementerio de la Parroquia de la Ascensión en Cambridge.

## Trayectoria
De 1885 a 1903, impartió clases en Eton y regresó a Cambridge en 1904 como miembro del Magdalene College para impartir clases de Literatura Inglesa. Se convirtió en presidente del colegio (vicerrector) en 1912, y fue rector del Magdalene College (director del colegio) desde diciembre de 1915 hasta su fallecimiento en 1925. Desde 1906, fue miembro del consejo de administración de la Escuela Gresham.
El desarrollo moderno de Magdalene fue moldeado por Benson, como un generoso benefactor con un marcado impacto en la apariencia de los terrenos de la universidad; aparece en al menos 20 inscripciones alrededor de la universidad. En 1930, el nuevo Benson Court recibió su nombre.
Benson trabajó con Lord Esher en la edición de la correspondencia de la reina Victoria, que apareció en 1907. Sus poemas y volúmenes de ensayos, como From a College Window y The Upton Letters (ensayos en forma de cartas) fueron famosos en su época; y dejó uno de los diarios más largos jamás escritos: unos cuatro millones de palabras. Sus críticas literarias a Dante Gabriel Rossetti, Edward FitzGerald, Walter Pater y John Ruskin se encuentran entre sus mejores trabajos.
Al igual que sus hermanos Edward Frederic y Robert Hugh, Benson destacó como autor de historias de fantasmas. La mayor parte de ellas, en dos volúmenes, The Hill of Trouble and Other Stories (1903) y The Isles of Sunset (1904), fueron escritas para sus alumnos como alegorías morales. Tras la muerte de Arthur, Fred Benson encontró una colección de historias de fantasmas inéditas e incluyó dos en un libro, Basil Netherby (1927). El relato que da título al libro se renombró "House at Treheale" y el volumen se completó con una extensa pieza, "The Uttermost Farthing", pero se desconoce el destino de las demás historias.
"Paul the Minstrel and Other Stories" (1911, reimpreso en 1977) recoge el contenido de ”'The Hill of Trouble and Other Stories'“ y ”'The Isles of Sunset'“. Nueve de las historias de fantasmas de Arthur están incluidas en David Stuart Davies (ed.), The Temple of Death: The Ghost Stories of A. C. & R. H. Benson'“ (Wordsworth, 2007), junto con siete de su hermano R. H. Benson, mientras que nueve de los de Arthur y diez de los de Robert aparecen en ”'Ghosts in the House (Ash-Tree, 1996) - los contenidos de las colecciones conjuntas son similares pero no idénticos.

## Obras
Sus poemas y volúmenes de ensayos, tales como From a College Window, fueron famosos en su época; y permanece como uno de los diarios más largos jamás escritos, con alrededor de cuatro millones de palabras. Hoy es más recordado por ser el autor de la letra de la canción patriótica inglesa «Land of Hope and Glory», cuya música compuso Edward Elgar, y por ser el hermano del novelista E. F. Benson.